# Villa Dora (Kötzschenbroda)
Die Villa Dora liegt in der Meißner Straße 226 im Stadtteil Kötzschenbroda der sächsischen Stadt Radebeul, auf der nördlichen Seite der Meißner Straße nicht weit östlich der Hofmann-Villa. Ab Mitte der 1950er Jahre wohnte dort die spätere Kammersängerin der Landesbühnen Sachsen Lenelies Höhle (1931–1990).

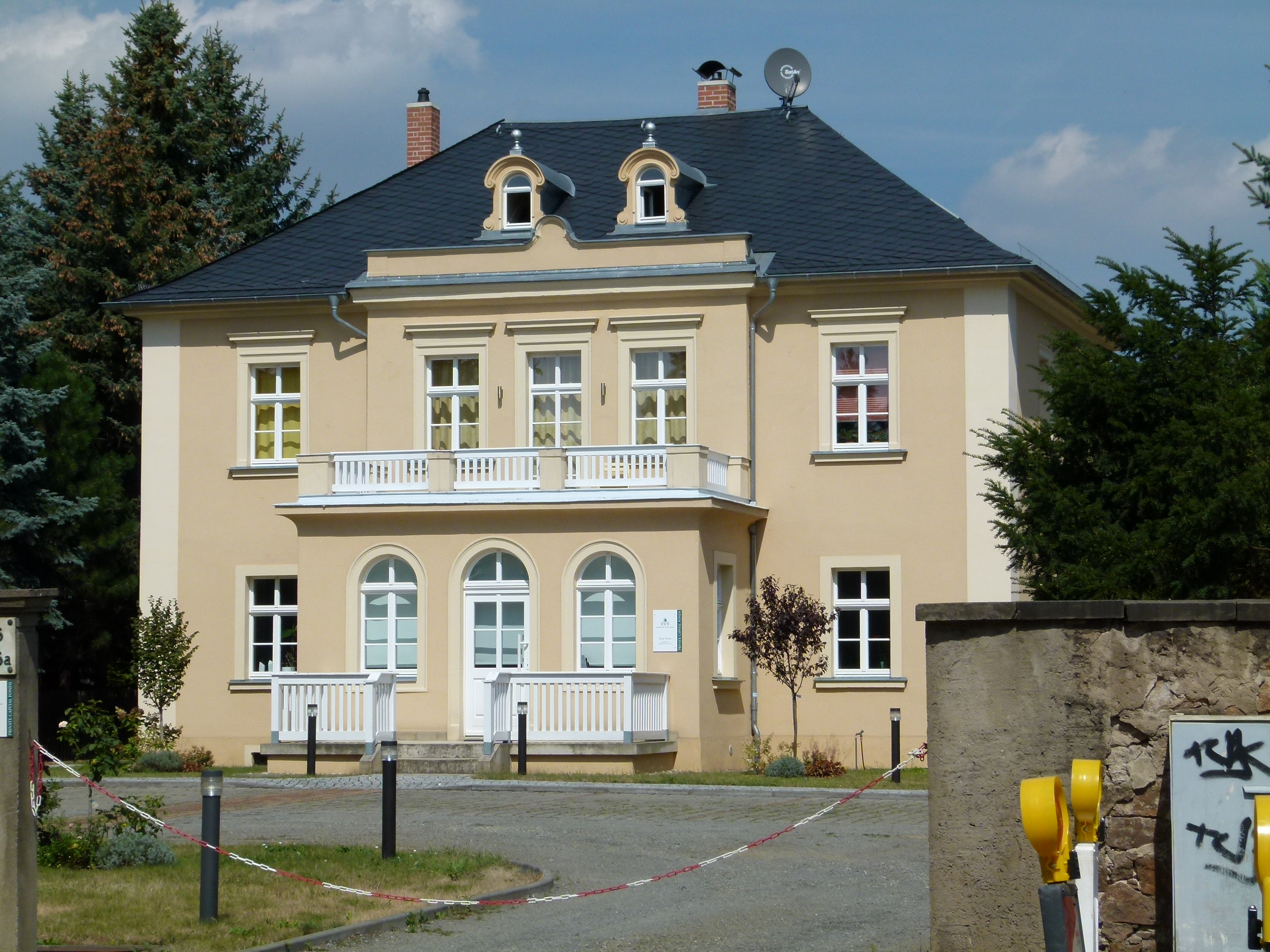
Villa Dora

## Beschreibung
Die zusammen mit ihrer Einfriedung unter Denkmalschutz stehende Villa wurde um 1860 errichtet, erhielt die auffälligen Gauben zur Straße hin wohl um 1891 und die massive Veranda 1932.
Das zweigeschossige Wohnhaus hat symmetrisch aufgebaute Fassaden, in der Straßenansicht steht mittig ein nur leicht hervortretender Risalit mit einer Attika. Vor dem Risalit wiederum befindet sich eine eingeschossige Veranda mit Rundbogenfenstern, während alle anderen Fenster rechteckig ausgebildet sind. Die Rundbogenfenster tragen als einzige Klappläden.
In dem flachen Walmdach stehen über der Attika zwei barockisierende Dachgauben, obenauf mit Blech verkleidet.
Die Fassaden werden durch Ecklisenen eingefasst, die andere Gliederung ist inzwischen jedoch stark reduziert. Die Fenster werden durch Sandsteingewände eingefasst.
Die Einfriedung besteht aus gotisierenden Eisenzaunfeldern zwischen Sandsteinpfeilern.